# Funa (district)
Het district Funa (Frans: district de la Funa) is een van de districten van Kinshasa in de Democratische Republiek Congo. Kinshasa is ingedeeld in vier districten, maar deze behoren zelf niet tot de bestuurlijke indeling met formele bevoegdheden. Het district is samengesteld uit gemeentes gelegen ten zuiden van het stadscentrum. Het omvat de gemeenten Bandalungwa, Bumbu, Kalamu, Kasa-Vubu, Makala, Ngiri-ngiri en Selembao.
| \| De 4 districten en 24 gemeentes van Kinshasa \| |                   |  |
| District Lukunga District Funa District Mont-Amba District Tshangu Brazzaville Kongo Pool Malebo M'Bamou Baai van Ngaliema Gombe Barumbu Kin. Ling. K.-V. Ng.-Ng. Kal. Banda- lungwa Kintambo Ngaliema Selembao Bumbu Makala Ngaba Lemba Limete Matete Kisenso Masina Ndjili Kimbanseke Nsele Mont-Ngafula N. M.-N. Ns. Kim. Maluku |                   |  |
| afkortingen: stadscentrum: Kinshasa (Kin.), Kasa-Vubu (K.-V.), Lingwala (Ling.), Ngiri-Ngiri (Ng.-Ng.) provinciekaart: Ngaliema (N.), Mont-Ngafula (M.-N.), Kimbanseke (Kim.), Nsele (Ns.) |                   |  |
| De 4 districten en 24 gemeentes van Kinshasa | Vlag van Kinshasa |  |